# Popillia interpunctata
Popillia interpunctata är en skalbaggsart som beskrevs av Wilhelm Ferdinand Erichson 1842. Popillia interpunctata ingår i släktet Popillia och familjen Rutelidae. Utöver nominatformen finns också underarten P. i. reformata.